# 喻言興
喻言興（？—1600年），號頤冲，江西南昌府南昌縣人，明朝政治人物。

## 生平
萬曆十六年（1588年）戊子科江西鄉試舉人，二十年（1592年）壬辰科三甲第二十六名進士。禮部觀政，六月任溧水縣知縣，二十六年升兵部主事，二十八年卒。

## 家族
曾祖喻源派；祖父喻本初；父喻文春。